# Gabriel Batory
Gabriel Batory (węg. Báthory Gábor, ur. 15 sierpnia 1589, zm. 27 października 1613) – pochodzący z rodu Batorych książę Siedmiogrodu w latach 1608–1613.

## Życiorys
Urodzony w Oradei, był synem namiestnika Krasnego Stefana Batorego, wnukiem Andrzeja Batorego (zm. 1563), brata króla polskiego Stefana Batorego. Jego stryjem był Andrzej Batory, książę Siedmiogrodu i biskup warmiński.
W 1604 poparł Stefana Bocskaya w jego walce przeciwko Habsburgom. Po śmierci Bocskaya w 1606 Batory mimo młodego wieku starał się o tron siedmiogrodzki, jednak bezskutecznie – stany przyznały go Zygmuntowi Rakoczemu. Batory nie zrezygnował ze swych ambicji i w 1608 doprowadził do usunięcia Rakoczego dzięki przymierzu z hajdukami, którzy wcześniej wzniecili powstanie przeciwko temu ostatniemu.
Zdobycie tronu siedmiogrodzkiego nie wyczerpało ambicji Batorego – chciał pójść w ślady Michała Walecznego, który kilka lat wcześniej na krótko objął swoim panowaniem Siedmiogród, Wołoszczyznę i Mołdawię. Plany te jednak początkowo musiał odłożyć na bok z uwagi na brak ich akceptacji przez stany siedmiogrodzkie oraz zagrożenie wybuchem niezadowolenia hajduków. Ten ostatni problem został jednak rozwiązany dzięki Habsburgom, którzy także zaakceptowali go jako księcia siedmiogrodzkiego, co wzmocniło jego wewnętrzną pozycję. Podobne uznanie zdołał zdobyć także ze strony Imperium Osmańskiego.
Po osłabieniu opozycji wewnętrznej i pewnym uniezależnieniu się od stanów (czego symbolem było przeniesienie siedziby książęcej z Alba Iulia do Sybina) podjął wreszcie próbę realizacji swoich planów, prowadząc inwazję na Wołoszczyznę zimą 1610/1611. Zdobył nawet stolicę Wołoszczyzny Târgoviște i wysłał posłów do sułtana w celu uzyskania potwierdzenia tronu hospodarskiego. Odmowa tego uznania zmusiła go jednak do wycofania się do Siedmiogrodu, gdzie musiał zmierzyć się z ponownie odżyłym problemem hajduków, a wkrótce potem z atakiem hospodara wołoskiego Radu Șerbana. Batory został przez Radu pokonany pod Braszowem i oblężony w Sybinie, ocaliła go jedynie interwencja osmańska na Wołoszczyźnie, w wyniku której osadzono tam nowego hospodara Radu Mihneę.
W 1612 Batory zdołał pokonać opozycję oraz podjął rokowania z Habsburgami. Oskarżył wówczas o zdradę oraz spróbował zabić swojego wiernego dotąd stronnika Gabora Bethlena, który odtąd, po ucieczce z Siedmiogrodu, podjął działania przeciwko Batoremu. Ich efektem była interwencja turecko-wołoska w Siedmiogrodzie, w wyniku której Bethlen został przez zastraszone stany wybrany na nowego księcia, a Batory, kilka dni później, zamordowany w Oradei.
Gabriel Batory objął tron w młodym wieku i zarówno jego rządy, jak i życie skończyły się dość wcześnie. Był dobrym żołnierzem, miał wielkie ambicje, jednak na przeszkodzie w ich realizacji stanął jego zapalczywy charakter i brak umiejętności politycznych (w tym brak umiejętności oceny realności swoich zamierzeń) – zdołał zjednoczyć przeciwko sobie całe swoje otoczenie.